# Happy Feet
Série
Happy Feet 2
(2011)
Pour plus de détails, voir Fiche technique et Distribution.
Happy Feet ou Les Petits Pieds du bonheur au Québec est un film d'animation américano-australien réalisé par George Miller et sorti en 2006.
Le film suit Mumble, né dans une colonie de manchots qui trouvent l'âme sœur en chantant. Mais il a un handicap : il ne peut pas chanter une note juste. Il fait en revanche des claquettes comme personne. Banni par les siens à cause de sa différence, Mumble part en Terre Adélie.
Une suite intitulée Happy Feet 2 est sortie en 2011.

## Synopsis
Chaque manchot empereur attire son partenaire en chantant un chant d’amour unique. Si le chant du manchot mâle correspond au chant de la femelle, les deux manchots s'accouplent. Norma Jean, une femelle manchot, tombe amoureuse de Memphis, un manchot mâle, et ils deviennent des partenaires. Ils pondent un œuf, dont Memphis s'occupe pendant que Norma Jean part avec les autres femelles pour la saison de la pêche. Alors que les mâles luttent contre l'hiver rigoureux, Memphis laisse tomber quelques instants son œuf en chantant. Une fois qu’il a éclos, Memphis découvre que son fils, Mumble, n'est pas capable de chanter, mais peut danser. Néanmoins, il est amoureux de Gloria, une femelle manchot considérée comme la plus talentueuse de son âge. Un jour, Mumble rencontre un groupe de Stercorariidae hostiles, avec un chef qui est marqué d'une bande jaune, qui, selon lui, provient d'un enlèvement extraterrestre (les humains). Mumble échappe de justesse aux oiseaux affamés en tombant dans une crevasse.
Maintenant jeune adulte, Mumble est souvent ridiculisé par les anciens et leur chef Noé. Après avoir échappé à une attaque de léopard de mer, Mumble se lie d'amitié avec cinq manchots Adélie nommés Ramón, Nestor, Lombardo, Rinaldo et Raul, connus collectivement sous le nom « les Amigos », qui apprécient les mouvements de danse de Mumble et l’invitent à rejoindre leur groupe. Après avoir vu une pelle mécanique humaine cachée dans une avalanche, ils choisissent de demander à Lovelace, un gorfou de Moseley, son origine. Lovelace a les anneaux en plastique d'un paquet de six[pas clair] enchevêtrés autour de son cou, disant qu'ils lui ont été offerts par des êtres mystiques.
Pour les manchots empereurs, c'est la saison des accouplements et Gloria est au centre de l'attention. Les Amigos tentent sans succès d'aider Mumble à gagner son affection en faisant chanter Ramón derrière Mumble pendant que celui-ci fait du playback avec ses lèvres. Après que Mumble a désespérément commencé à danser en synchronisation avec la chanson de Gloria, elle tombe amoureuse de lui et les jeunes manchots se joignent à chanter et à danser sur "Boogie Wonderland". Les aînés sont consternés par la conduite de Mumble, qu'ils considèrent comme la raison de leur saison de pêche maigre. Memphis supplie Mumble d'arrêter de danser, pour lui-même, mais quand Mumble refuse, il est exilé.
Mumble et les Amigos retournent voir Lovelace, pour le trouver étouffé par les anneaux en plastique. Lovelace avoue qu'ils ont été pris sur lui en nageant au large des rivages interdits, au-delà du pays des éléphants de mer. Peu de temps au cours de leur voyage, Gloria les retrouve, souhaitant devenir le compagnon de Mumble. Craignant pour sa sécurité, il repousse Gloria en critiquant sa façon de chanter.
Sur le rivage interdit, Mumble, Lovelace et les Amigos subissent l’attaque de deux orques, au cours de laquelle Lovelace se libère des anneaux en plastique. Après s'être échappés, ils trouvent un bateau de pêche. Mumble le poursuit seul de manière épuisante, finissant par se laver[Quoi ?] sur la rive de la Floride, où il est sauvé et emmené dans un gigantesque aquarium avec des manchots de Magellan. Après un confinement long et isolé, en plus d'essayer infructueusement de communiquer avec les humains, il succombe presque à la folie. Lorsqu'une fille tente d'interagir avec Mumble en tapant sur le verre, il commence à danser, ce qui attire une grande foule qui l'acclame. Il est relâché dans la nature, avec un dispositif de suivi attaché à son dos. Il retourne dans sa colonie et défie la volonté des anciens. Memphis se réconcilie avec lui, juste au moment où une équipe de recherche arrive devant les nouveaux arrivants, toute la colonie se rendant compte que Mumble disait la vérité. Toute la colonie s'engage dans la danse devant l'équipe de recherche, dont les images de l'expédition sont retransmis à la télévision ; les politiciens, interprétent la danse comme un message pour l'humanité, ce qui conduit finalement à l'interdiction de toute pêche antarctique, satisfaisant à la fois les manchots empereurs et les Amigos.

## Fiche technique
- Titre original et français : Happy Feet
- Titre québécois : Les Petits Pieds du bonheur
- Réalisation : George Miller
- Scénario : George Miller, Warren Coleman, John Collee et Judy Morris
- Musique : John Powell
- Montage : Margaret Sixel
- Production : Kennedy Miller Productions et Village Roadshow Pictures ainsi que Warner Bros
- Animation : Animal Logic
- Pays de production :  Australie,  États-Unis
- Budget : 100 millions de dollars[2]
- Genre : Animation, comédie musicale juke-box
- Durée : 87 minutes
- Dates de sortie[3] :
  - États-Unis : 17 novembre 2006
  - France, Belgique : 6 décembre 2006
  - Australie : 26 décembre 2006

## Distribution

### Voix originales
- Elijah Wood : Mumble
- Robin Williams : Ramon / Lovelace
- Hugh Jackman : Memphis
- Brittany Murphy : Gloria
- Nicole Kidman : Norma Jean
- Hugo Weaving : Noah le sage
- Anthony LaPaglia : Boss Skua
- Carlos Alazraqui : Nestor
- Steve Irwin : Trev
- Lombardo Boyar : Raul
- Jeff Garcia : Rinaldo

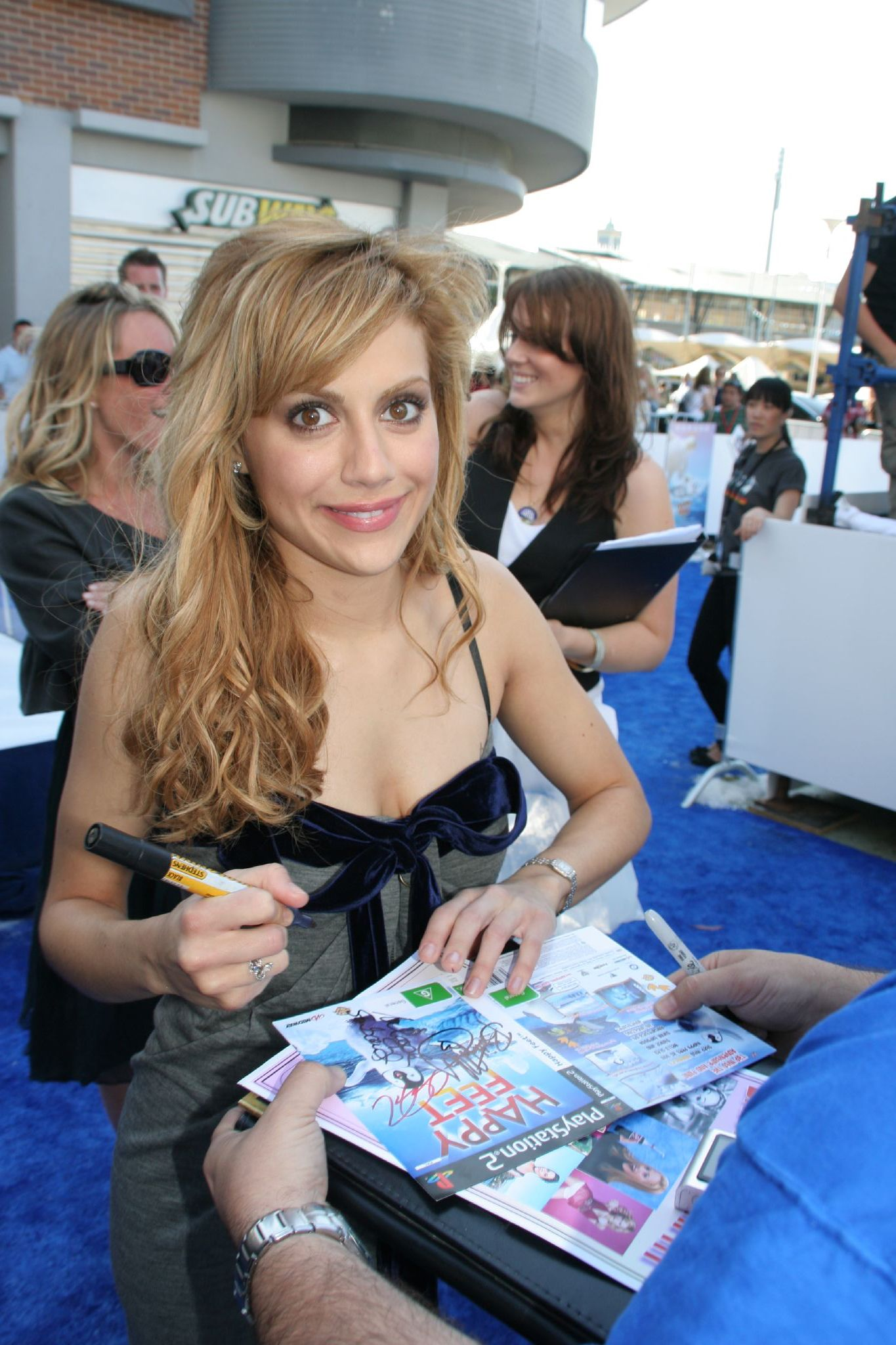
Brittany Murphy lors de l’avant-première de Happy Feet.

- Miriam Margolyes : Madame Astrakhan
- Magda Szubanski : Miss Viola
- Fat Joe : Seymour
- Danny Mann : Dino / Manchot du zoo
- Lee Perry : Ancien / Manchot du zoo
- Peter Carroll : Ancien
- Dee Bradley Baker : Maurice
- Chrissie Hynde : Michelle
- Elizabeth Daily : Bébé Mumble
- Simon Westaway : Live Action Cast
- Voix additionnelles : Jack Angel, Danny Mann, Jennifer Darling, Bob Bergen, Bill Farmer, Mona Marshall, Sherry Lynn, Phil Proctor, Kevin Sorbo, Tia Carrere, Paul Eiding, Mickie T. McGowan, Brian Cummings, Jeff Bennett, Anthony Daniels, Frank Oz, Corey Burton, Dan Castellaneta, John DiMaggio, Peter Sallis, Cam Clarke, Joe Whyte, John O'Hurley et Rodger Bumpass

### Voix françaises
- Clovis Cornillac le 26 novembre 2006 à l'avant-première parisienne du film d'animation Happy Feet.Anthony Kavanagh le 26 novembre 2006 à l'avant-première parisienne du film d'animation Happy Feet.Clovis Cornillac : Mumble

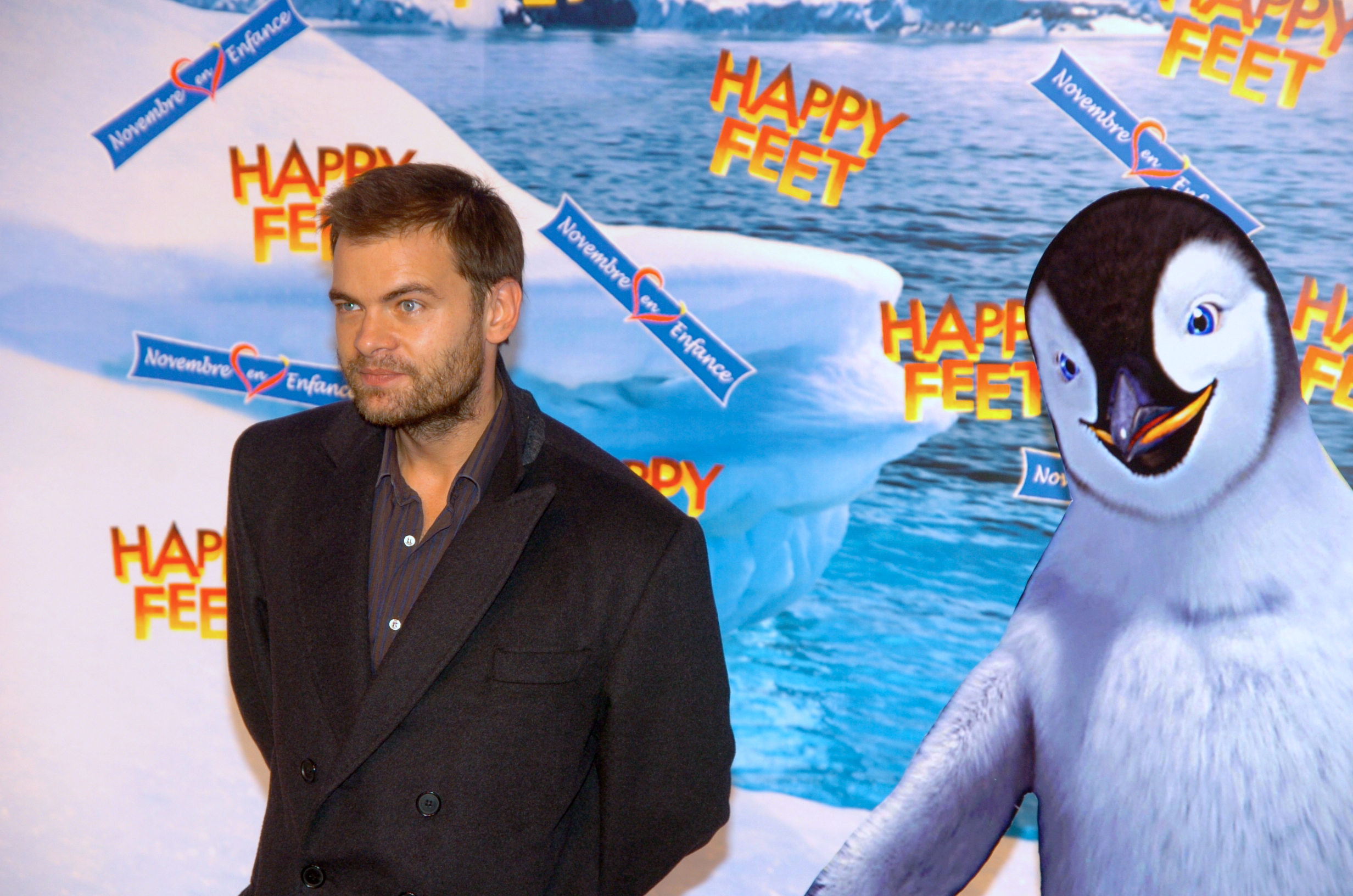
Clovis Cornillac le 26 novembre 2006 à l'avant-première parisienne du film d'animation Happy Feet.

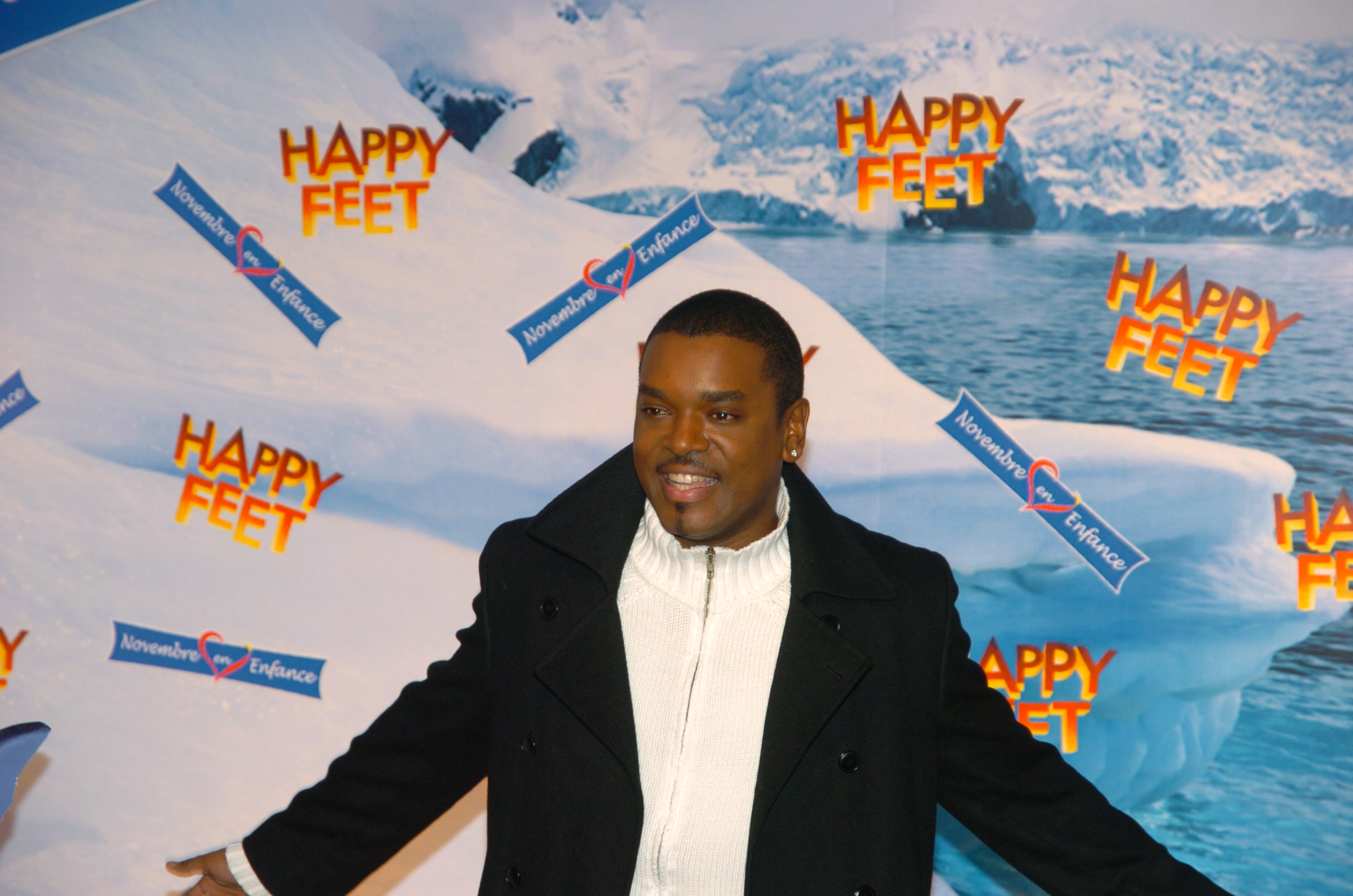
Anthony Kavanagh le 26 novembre 2006 à l'avant-première parisienne du film d'animation Happy Feet.

- Paul-Antoine Nahon : Mumble enfant
- Anthony Kavanagh : Lovelace, Memphis
- Kad Merad : Ramón
- Marion Cotillard : Gloria
- Chloé Jouannet : Gloria enfant
- Sophie Marceau : Norma Jean
- Vincent Grass : Noé, l'ancien
- Manu Payet : Nestor
- Pascal Casanova : Nev
- Sophie Marceau le 26 novembre 2006 à l'avant-première parisienne du film d'animation Happy Feet.Michel Vigné : Trev
- Bruno Guillon : Raul
- Florian Gazan : Rinaldo
- Marianne James : Madame Astrakahn
- Brigitte Virtudes : Miss Viola
- Gwenaël Sommier : Seymour enfant
- Bernard Métraux : Chef Skua

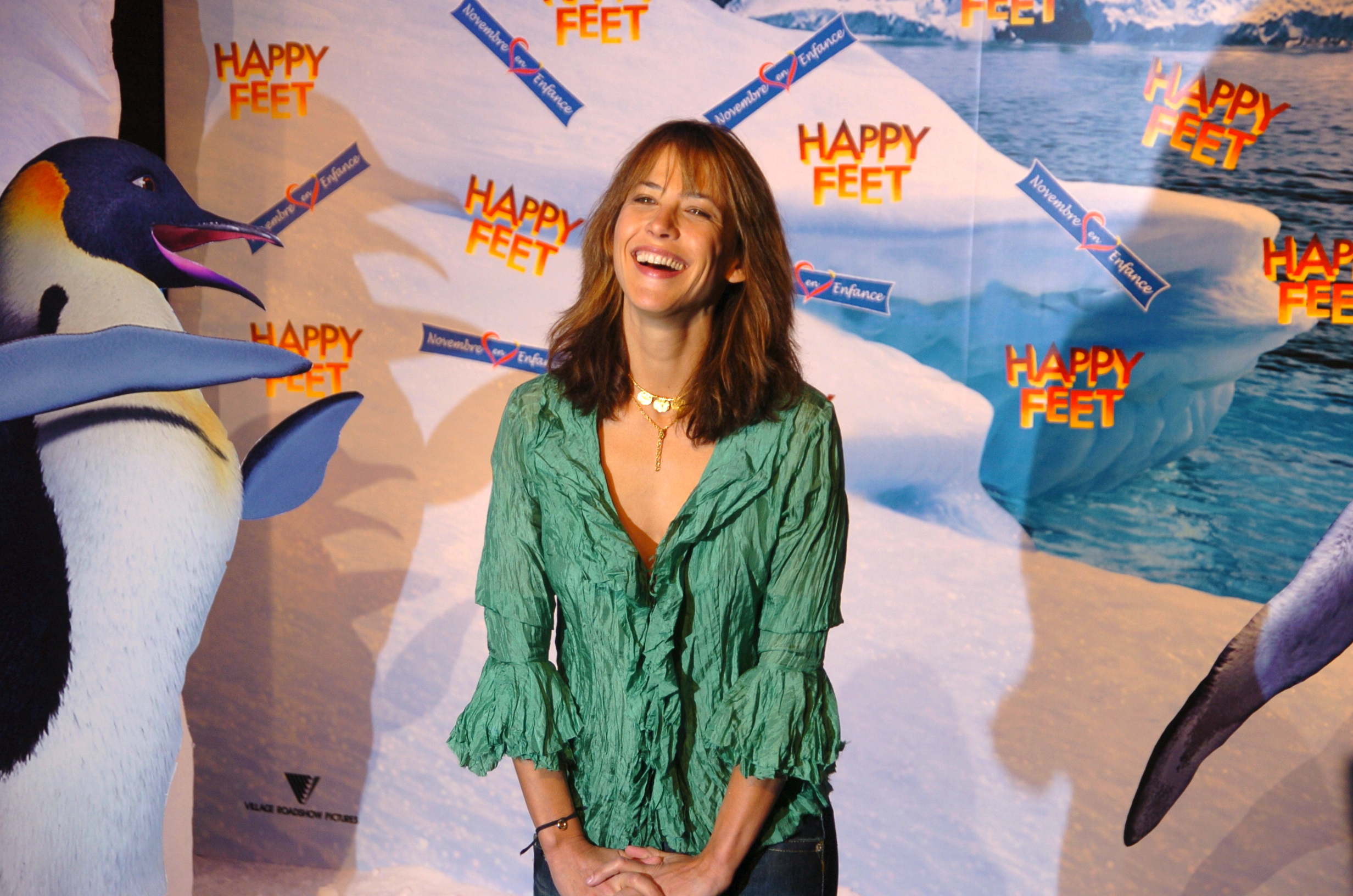
Sophie Marceau le 26 novembre 2006 à l'avant-première parisienne du film d'animation Happy Feet.

- Sylvain Lemarié : un éléphant de mer

### Voix québécoises
- Martin Watier : Mumble
- François-Nicolas Dolan : Mumble (Jeune)
- Éveline Gélinas : Gloria
- Claudia-Laurie Corbeil : Gloria (Jeune)
- Daniel Picard : Memphis
- Thiéry Dubé : Lovelace
- Aline Pinsonneault : Norma Jean
- Patrice Dubois : Noah
- Mireille Thibault : Madame Astrakahn
- Julie Burroughs : Miss Viola
- Louis-Philippe Dandenault : Chef Skua
- René Gagnon : Phoque léopard
- Vincent Davy : Phoque

## Production
Le réalisateur George Miller explique qu'il a commencé à imaginer une ébauche d'intrigue lors du tournage de Mad Max 2 : Le Défi (1981) après ses échanges avec un vieux caméraman dont le père était l'aventurier Frank Hurley : « Nous étions assis dans ce bar, en train de prendre un milk-shake, et il m'a regardé et m'a dit : “L'Antarctique”. Il avait tourné un documentaire là-bas. Il a dit : “Tu dois faire un film en Antarctique. C'est comme ici, dans le désert. C'est spectaculaire." Et c'est resté toujours dans un coin de ma tête. » Le cinéaste s'inspire ensuite de documentaires comme la série Life in the Freezer de la BBC.
En 2001, le producteur Doug Mitchell présente de manière improvisée une première ébauche du script à Alan F. Horn, président de Warner Bros.. Ce dernier est emballé. Le projet doit initialement être produit avec le quatrième film Mad Max. Finalement, des complications géopolitiques compliquent sa production et le projet Happy Feet est développé avant Mad Max.
L'animation du film est en partie réalisée grâce à la capture de mouvement, notamment pour les scènes de danse, chorégraphiées par Savion Glover. La production du film nécessite une énorme quantité d'ordinateurs. Animal Logic collabore ainsi avec IBM. Quatre ans seront nécessaires pour finir le film. Ben Gunsberger, superviseur du départements lumière et effets spéciaux, justifie en partie cette durée en expliquant qu'il a fallu créer de nombreux outils et infrastructures.

## Bande originale
La musique du film est composée par John Powell. Un album de ses compositions sort le 19 décembre 2006. Le film étant une comédie musicale juke-box, il contient de nombreuses chansons. Un second album, Happy Feet: Music from the Motion Picture, contient les chansons présentes dans le film.
La version japonaise utilise "Hoshi wo Mezashite" de NEWS comme chanson thème. L'un des chanteurs a exprimé Mumble dans le doublage,.
Prince avait initialement refusé l'utilisation de sa chanson Kiss. Cependant, après avoir vu des extraits du film, il l'a autorisé et a même décidé d'enregistrer une chanson inédite, The Song of the Heart.
| Liste des titres | Liste des titres               | Liste des titres                                         | Liste des titres | Liste des titres | Liste des titres | Liste des titres | Liste des titres | Liste des titres | Liste des titres |
| No               | Titre                          | Interprètes                                              | Durée            |                  |                  |                  |                  |                  |                  |
| ---------------- | ------------------------------ | -------------------------------------------------------- | ---------------- | ---------------- | ---------------- | ---------------- | ---------------- | ---------------- | ---------------- |
| 1.               | The Song of the Heart          | Prince                                                   | 4:35             |                  |                  |                  |                  |                  |                  |
| 2.               | Hit Me Up                      | Gia Farrell                                              | 3:16             |                  |                  |                  |                  |                  |                  |
| 3.               | Tell Me Something Good         | Pink                                                     | 3:08             |                  |                  |                  |                  |                  |                  |
| 4.               | Somebody to Love               | Brittany Murphy                                          | 3:47             |                  |                  |                  |                  |                  |                  |
| 5.               | I Wish                         | Patti LaBelle, Yolanda Adams & Fantasia Barrino          | 3:31             |                  |                  |                  |                  |                  |                  |
| 6.               | Jump N' Move                   | The Brand New Heavies (featuring Jamalski)               | 3:18             |                  |                  |                  |                  |                  |                  |
| 7.               | Do It Again                    | The Beach Boys                                           | 2:24             |                  |                  |                  |                  |                  |                  |
| 8.               | The Joker / Everything I Own   | The Joker : Jason Mraz Everything I Own : Chrissie Hynde | 4:05             |                  |                  |                  |                  |                  |                  |
| 9.               | My Way (A Mi Manera)           | Robin Williams                                           | 1:44             |                  |                  |                  |                  |                  |                  |
| 10.              | Kiss / Heartbreak Hotel        | Kiss : Nicole Kidman Heartbreak Hotel : Hugh Jackman     | 2:36             |                  |                  |                  |                  |                  |                  |
| 11.              | Boogie Wonderland              | Brittany Murphy                                          | 5:07             |                  |                  |                  |                  |                  |                  |
| 12.              | Golden Slumbers / The End      | k.d. lang                                                | 4:16             |                  |                  |                  |                  |                  |                  |
| 13.              | The Story of Mumble Happy Feet |                                                          | 5:50             |                  |                  |                  |                  |                  |                  |
| 47:37            |                                |                                                          |                  |                  |                  |                  |                  |                  |                  |

## Accueil

### Critique
Le film reçoit des critiques globalement positives. Sur l'agrégateur américain Rotten Tomatoes, il récolte 76 % d'opinions favorables pour 169 critiques et une note moyenne de 6,9⁄10. Le consensus suivant résume les critiques compilées par le site : « Visuellement éblouissant, avec un scénario réfléchi et des numéros musicaux accrocheurs, Happy Feet marque les débuts animés réussis des créateurs de Babe ». Sur Metacritic, il obtient une note moyenne de 77⁄100 pour 30 critiques.
En France, le film obtient une note moyenne de 3,6⁄5 sur le site AlloCiné, qui recense 22 titres de presse.

### Box-office
Le film rencontre un succès commercial. Il termine notamment à la 7e place du box-office nord-américain annuel. En France, il dépasse 1,5 million d'entrées mais ne réalise que le 27e meilleur score du box-office national annuel.
| Pays ou région    | Box-office        | Date d'arrêt du box-office | Nombre de semaines |
| ----------------- | ----------------- | -------------------------- | ------------------ |
| États-Unis Canada | 198 000 317 $     | 10 mai 2007                | 25                 |
| Australie         | 26 245 071 $      | -                          | -                  |
| France            | 1 519 778 entrées |                            | -                  |
| Total mondial     | 384 335 608 $     | -                          | -                  |

## Distinctions
| Année | Cérémonie ou récompense                     | Prix                                       | Travail nommé                                             | Résultat   |
| ----- | ------------------------------------------- | ------------------------------------------ | --------------------------------------------------------- | ---------- |
| 2006  | American Film Institute Awards              | Un des dix meilleurs films de l'année      |                                                           | Lauréat    |
| 2006  | Los Angeles Film Critics Association Awards | Meilleur film d'animation                  |                                                           | Lauréat    |
| 2006  | NYFCC Award                                 | Meilleur film d'animation                  |                                                           | Lauréat    |
| 2006  | Golden Trailer Awards                       | Meilleure musique                          | Song of the Heart de Prince                               | Lauréat    |
| 2007  | Oscar                                       | Oscar du meilleur film d'animation         |                                                           | Lauréat    |
| 2007  | Annie Awards                                | Meilleure film d'animation                 |                                                           | Nomination |
| 2007  | Annie Awards                                | Meilleur scénario dans un film d'animation | George Miller, John Collee, Judy Morris et Warren Coleman | Nomination |
| 2007  | British Academy of Film and Television Arts | Meilleur film d'animation                  |                                                           | Lauréat    |
| 2007  | Golden Globe Award                          | Meilleure chanson originale                | Song of the Heart de Prince                               | Lauréat    |
| 2007  | Golden Globe Award                          | Meilleur film d'animation                  |                                                           | Nomination |
| 2007  | Kids' Choice Awards                         | Meilleur film d'animation                  |                                                           | Lauréat    |

## Commentaires
Mumble est un manchot et non un pingouin comme on peut l'entendre souvent, à tort (cela est dû au fait que le manchot se dit « penguin » en langue anglaise, souvent mal traduit en « pingouin », alors que l'unique espèce de pingouin, le Grand Pingouin, un oiseau marin volant, se traduit par « auk »). Outre le manchot empereur, on voit apparaître plusieurs espèces d'animaux d'Antarctique dans ce film : le Manchot Adélie, le Gorfou macaroni, le Skua subantarctique, le Léopard de mer, l'Éléphant de mer austral et l'Orque.
Le film est dédié à la mémoire de Steve Irwin. Ce dernier est décédé en septembre 2006. Happy Feet marque sa dernière apparition. Il est aussi dédié à Nick Enright, coscénariste de Lorenzo, autre film de George Miller.

## Adaptation en jeu vidéo
Happy Feet a été développé par Artificial Mind and Movement et édité par Midway Games. Il est sorti sur Windows, GameCube, Wii, PlayStation 2, Game Boy Advance et Nintendo DS.